# آلن اوگدن
آلن اوگدن (انگلیسی: Alan Ogden؛ زادهٔ ۱۳ آوریل ۱۹۵۴) بازیکن فوتبال اهل بریتانیا است.
از باشگاه‌هایی که در آن بازی کرده‌است می‌توان به باشگاه فوتبال هادرزفیلد تاون، باشگاه فوتبال یورک سیتی، و باشگاه فوتبال شفیلد یونایتد اشاره کرد.